# Hino da Pérola

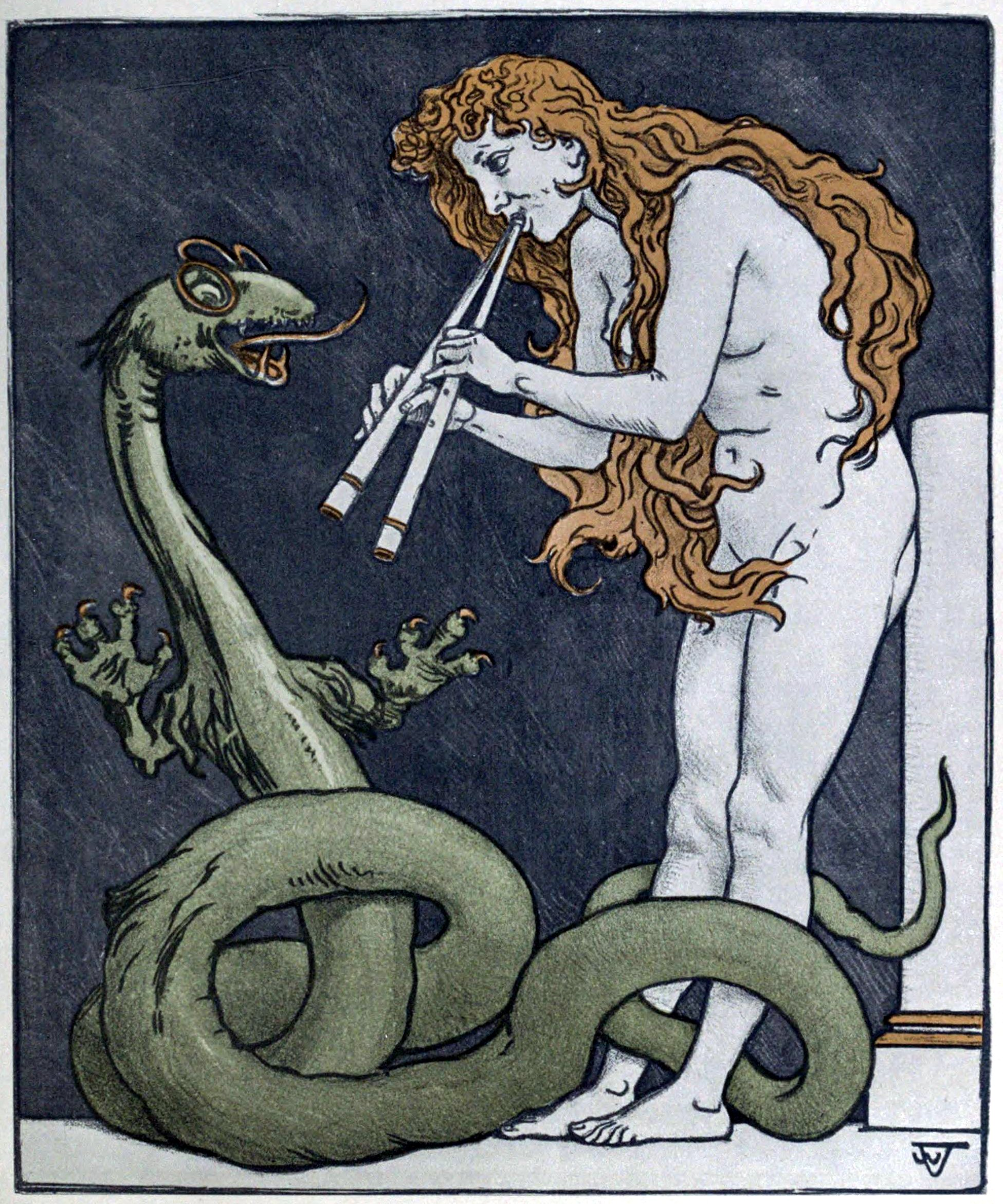

O Hino da Pérola (também chamado de Hino da Alma, Hino da Veste de Glória ou Hino de Judas Tomé Apóstolo) é uma passagem do apócrifo Atos de Tomé. Nesta obra, originalmente escrita em siríaco, o Apóstolo Tomé canta o hino enquanto reza para si e para seus companheiros de prisão. Alguns estudiosos acreditam que o Hino é anterior aos Atos, pois ele só aparece em um manuscrito siríaco e em outro grego dos Atos. O autor do Hino é desconhecido, embora acredite-se que ele foi composto pelo gnóstico sírio Bardesanes por causa de alguns paralelos entre sua vida e a do Hino.

## O Hino
O hino conta a história de um rapaz, "filho do rei dos reis", que é enviado ao Egito para recuperar uma pérola de uma Serpente. Durante esta missão, ela é seduzida pelos antigos egípcios e esquece a sua origem e sua família. Entretanto, uma carta enviada pelo rei dos reis para ele lembrando-o de seu passado. Quando o garoto recebe a carta, ele se lembra de sua missão, recupera a pérola e retorna. O fato de o garoto ser implicitamente Tomé ao invés de Jesus é indicado por eventuais assertivas que ele é o próximo na linhagem do seu irmão mais velho, este não sendo mencionado no texto.